# Peter Asher
Peter L. Asher (London, 1944. június 22. –) brit gitáros, énekes, menedzser és zenei producer. A 60-as években vált ismertté a neve, mint a Peter and Gordon könnyűzenei énekes duó tagja. Ezután vált sikeres menedzserré és zenei producerré.

## Korai évek
Már 8 évesen gyermekszínészként mutatkozott be a nyilvánosság előtt a The Planter's Wife című filmben és az Isn't Life Wonderful című darabban, majd 10 évesen annak filmváltozatában. Szerepelt az ITV sorozatban, a The Adventures of Robin Hood-ban. A Westminster School tanulójaként ismerkedett meg Gordon Wallerrel (1945-2009), akivel együtt kezdtek zenélni és énekelni különböző kávéházakban. 
1962-től hivatalosan is Peter and Gordon néven léptek fel. Első és egyben legnagyobb slágerük Paul McCartney 1964-es száma, az A World Without Love volt. A King College Londonban később filozófiát tanult. Két húga közül az egyik az a Jane Asher volt, aki sokáig barátnője, sőt, jegyese is volt McCartney-nek. Kapcsolatuk idején a Peter and Gordon páros gyakran adott elő fel nem vett Lennon-McCartney dalokat. 
1968-ban feloszlott énekes duettje Gordonnal. Ezután az Apple Records-nál az A&R részleghez került, ahol aláírta az akkor még ismeretlen James Taylor szerződését, és megállapodtak abban, hogy elkészítik az énekes-dalszerző debütáló szólóalbumát. Az album nem sikerült jól, de Asher annyira meg volt győződve arról, hogy Taylor nagy tehetség, hogy lemondott posztjáról az Apple-nél, és elköltözött az Egyesült Államokba, hogy Taylor menedzsere legyen. 1970-85 között számos Taylor felvétel producere volt, például a Sweet Baby James, Mud Slide Slim and the Blue Horizon, JT, vagy a  Flag. 1969-ben George Harrison  kérésére felkereste a Raven nevű zenekart, hogy az Apple lemezszerződést kössön velük, de azok végül a Columbia Recordsnak írtak alá.

## 1970 után
A 70-es évek elején a Country nevű country rock zenekart menedzselte, amely az Atlantic Records-nál készített lemezt. Egy ideig James Taylor testvérének, Kate Taylornak menedzsere is volt. Amikor Kate úgy döntött, kiszáll a zenei üzlet világából, Linda Ronstadtot ajánlotta maga helyett Ashernek, aki azután menedzselte is Lindát. Asher legnagyobb menedzseri sikereit James Taylor mellett Ronstadttal érte el: Heart Like A Wheel, Simple Dreams, Living in the USA, What's New, Canciones De Mi Padre és Cry Like a Rainstorm, Howl Like the Wind. 1976-ban Asher és Waller megújították az éves New York-i Beatlefestet. A 80-as években is dolgozott különböző művészek sikeralbumain, pl. Cher.
1995 februárjában, Ashert nevezték ki a Sony Music Entertainment felelős alelnökévé. 2002-ben elhagyta a Sony-t, hogy teljes energiájával a Sanctuary Artist Management társelnökeként dolgozhasson. 2005-ben a cég elnöke lett, azonban 2006-ban lemondott posztjáról. 2007-ben egyesítették erőiket barátjával, Simon Renshaw-val, a Simon által alapított Strategic Artist Managementben. Ez a cég vezetővé nőtte ki magát a szórakoztatóiparban, és erőfeszítéseket tett a zenén kívüli területen sikerek elérésére is – Asher egyik ügyfele például Pamela Anderson.
2011-ben a Listen to Me: Buddy Holly című válogatásalbum ügyvezető producere volt.
2015-ben a brit zeneiparban végzett szolgálataiért a Commander of the Order of the British Empire (CBE) kitüntetést kapta.
Asher munkáját több Grammy-díjjal jutalmazták: 1977 – Az év producere, nem klasszikus kategória – (Simple Dreams, JT); 1989 – Az év producere, nem klasszikus kategória – (Cry Like a Rainstorm, Howl Like the Wind); 2002 – A legjobb komédia album – (Live 2002 (Robin Williams)